# Banda (huyện)
Huyện Banda là một huyện thuộc bang Uttar Pradesh, Ấn Độ. Thủ phủ huyện Banda đóng ở Banda. Huyện Banda có diện tích 4413 ki lô mét vuông. Đến thời điểm năm 2001, huyện Banda có dân số 1500253 người.